# استاینار ساگن
استاینار ساگن (نروژی: Steinar Sagen؛ زادهٔ ۲۴ فوریهٔ ۱۹۷۵) کمدین، صداپیشه و بازیگر اهل نروژ است.
از فیلم‌ها یا مجموعه‌های تلویزیونی که وی در آن‌ها نقش داشته است، می‌توان به لیلیهامر اشاره نمود.